# USS LST-689
O USS LST-689 foi um navio de guerra norte-americano da classe LST que operou durante a Segunda Guerra Mundial.